# 耶爾文頓 (佛羅里達州)
耶爾文頓（英語：Yelvington）是位於美國佛羅里達州普特南縣的一個非建制地區。該地的面積和人口皆未知。

## 地理
耶爾文頓的座標為29°37′57″N 81°31′40″W / 29.63250°N 81.52778°W，而該地的平均海拔高度為9米（即30英尺）。